# Neumarkt im Hausruckkreis
Neumarkt im Hausruckkreis è un comune austriaco di 1 412 abitanti nel distretto di Grieskirchen, in Alta Austria; ha lo status di comune mercato (Marktgemeinde).